# Searca
Searca S.A. (Acrónimo de Servicio Aéreo de Capurganá) es una aerolínea de vuelos chárter de tipo comercial de pasajeros , fue fundada en 1992. Cubre rutas nacionales y regionales  desde los Aeropuertos El Dorado en Bogotá, Enrique Olaya Herrera en Medellín, Ernesto Cortissoz en Barranquilla y Gustavo Rojas Pinilla en la Isla de San Andrés. Próximamente al Aeropuerto Tobías Bolaños Palma de San José, Costa Rica.

## Historia

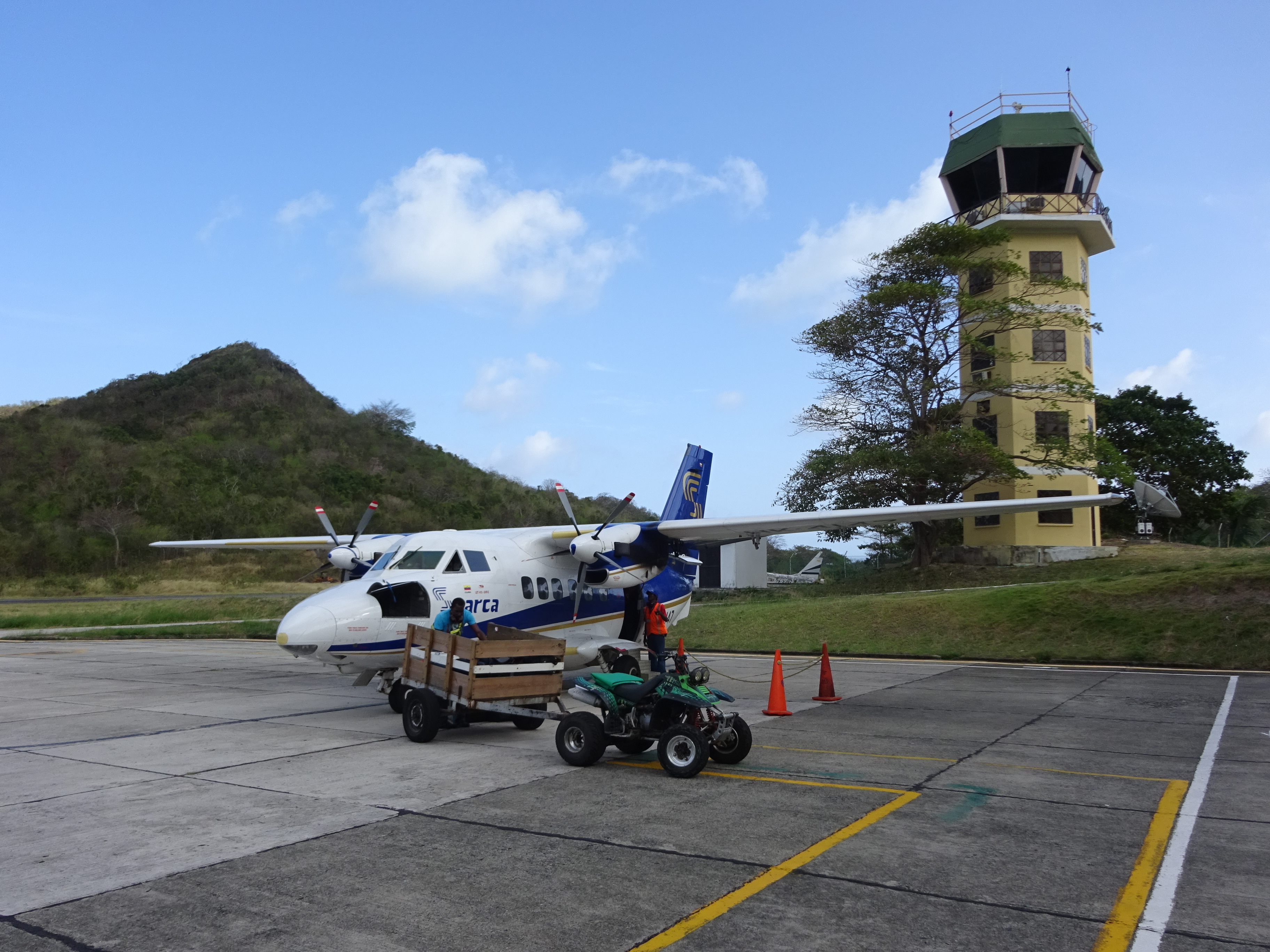
Let L-410 de Searca en el aeropuerto El Embrujo de Providencia.

Searca S.A. inicio operaciones operando vuelos chárter en Colombia, lleva volando por más de 250 000 horas sin ningún accidente hasta la actualidad.
En sus inicios efectuaba operaciones regulares de pasajeros, carga, correo y taxi aéreo, pero luego se enfocó netamente a vuelos chárter nacionales e internacionales operados desde los aeropuertos de Bogotá, Medellín,  Barranquilla, Maicao y la isla de San Andrés 
En 1995 adquiere un Douglas DC-3, el cual utiliza para transportar carga hacia Urabá y Chocó, recibiendo en octubre de ese mismo año su primer avión Let 410.
En la actualidad, su flota está conformada por 3 LET 410 UVP, 22 Beechcraft 1900D, 4 Beechcraft Hawker 400A y 2 Gulfstream G200
Searca dispone además de un centro de instrucción, el cual está equipado para brindar a quienes les interese, toda la formación necesaria para la operación y mantenimiento de los aviones. Para esto cuenta con instalaciones que incluyen salas de clases y un simulador de vuelo de aviones LET 410 UVP.
Posee también un centro de mantenimiento autorizado por los fabricantes Let y Hawker, y la Unidad Administrativa Especial de Aeronáutica Civil (UAEAC).

## Flota
Searca cuenta con la siguiente flota:

## Bases
Searca S.A. tiene ubicadas sus bases en los principales aeropuertos de Colombia los cuales están ubicadas en:
- Bogotá en el Aeropuerto Internacional El Dorado.
- Medellín en el Aeropuerto Olaya Herrera.
- Barranquilla en el Aeropuerto Internacional Ernesto Cortissoz